# Острова Литтлтон
Острова Литтлтон (гренл. Pikiuleq) — группа, состоящая из двух небольших островов в коммуне Аваниата, недалеко от северо-запада Гренландии. Остров назвал Эдуард Инглфилд.

## География
В эту группу входят два скалистых небольших острова:
- Литтлтон (Littleton Ø) — самый большой остров из группы, находится примерно в 1 км от северо-западного побережья Гренландии в заливе Хатертон, в районе пролива Смит[3].
- Макгэри (McGary Ø) — самый маленький остров из группы, отделён от северо-западного берега острова Литтлтон узким проливом.

Группа Литтлтон и близлежащие районы были признаны важной орнитологической территорией, где проживают обыкновенные гаги.

## История
В июле 1853 года во время Второй экспедиции Гриннелла на бригантине Advance Илайша Кент построил пирамиду из камней на острове Литтлтон. Кент назвал один из соседних островков островом Ганса в честь Ганса Хендрика, коренного гренландца, помощника, которого он сопровождал в поездке. Позже в экспедиции Кристиан Ульсен умер на острове Литтлтон 12 июня 1855 года.
В начале августа 1882 года во время первой спасательной экспедиции экспедиции Грили китобойное судно «Нептун», которым руководил Хезен Уильям Биб, организовало склад на острове Литтлтон.